# 1982年至1983年英格蘭足總盃
1982/83球季英格蘭足總盃（英語：FA Cup），是第102屆英格蘭足總盃，今屆賽事的冠軍是曼聯，他們在決賽以4:0 (重賽)擊敗白禮頓，奪得冠軍。
雖然在首賽激戰成和2:2，但在重賽卻以4:0大勝對手捧盃。

## 外部連結
1. 英格蘭足總盃官網Archive-It的存檔，存档日期2012-04-24
2. 英格蘭足總盃 歷屆冠軍（页面存档备份，存于）